# Uddebosjön
Uddebosjön är en sjö i Jönköpings kommun i Småland och ingår i Motala ströms huvudavrinningsområde. Sjön har en area på 0,135 kvadratkilometer och ligger 218,4 meter över havet.

## Delavrinningsområde
Uddebosjön ingår i det delavrinningsområde (640256-141497) som SMHI kallar för Utloppet av Stensjön. Medelhöjden är 235 meter över havet och ytan är 16,95 kvadratkilometer. Räknas de 45 delavrinningsområdena uppströms in blir den ackumulerade arean 585,25 kvadratkilometer. Delavrinningsområdets utflöde Motala Ström mynnar i havet. Delavrinningsområdet består mestadels av skog (51 %) och jordbruk (17 %). Avrinningsområdet har 3,33 kvadratkilometer vattenytor vilket ger avrinningsområdet en sjöprocent på 19,6 %. Bebyggelsen i området täcker en yta av 0,2 kvadratkilometer eller 1 % av avrinningsområdet.